# Dysphania fenestrata
Dysphania fenestrata är en fjärilsart som beskrevs av William Swainson 1833. Dysphania fenestrata ingår i släktet Dysphania och familjen mätare. Inga underarter finns listade i Catalogue of Life.